# Ibatia ciliata
Ibatia ciliata är en oleanderväxtart som beskrevs av Fourn.. Ibatia ciliata ingår i släktet Ibatia och familjen oleanderväxter. Inga underarter finns listade i Catalogue of Life.